# مفك (فلم فلسطيني)
فيلم «مفك» (2018) هو فيلم فلسطيني روائي طويل من إخراج بسام جرباوي، يقص الفيلم قصة شاب يدعى زياد وهو لاعب كرة سلة محترف من أحد مخيمات رام الله يتم اعتقاله بعد اطلاقه هو واصدقاؤه النار على مار في الطريق انتقاما لموت صديقهم رمزي. ينجح أصدقاء زياد في الفرار لكن يتم اعتقال زياد ويسجن لمدة خمسة عشر عاما. شارك الفيلم في أكثر من 50 مهرجان دولي، عرض لأول مرة عالميا في مسابقة أيام فينيسيا ضمن فعاليات مهرجان فينيسيا السينمائي لعام 2018، بالإضافة لمشاركته في مهرجان سينما فلسطين في باريس، مهرجان البندقية، أيام قرطاج المسرحية،مهرجان الجونة السينمائي، مهرجان تطوان، مهرجان البوسفور السينمائي حيث حصل على جائزة ومهرجان حيفا. مهرجان الفيلم العربي في روتردام، مهرجان سنغافورة السينمائي الدولي، مهرجان واشنطن السينمائي الدولي، مهرجان دربان السينمائي الدولي، مهرجان غالواي للفنون بايرلندا، مهرجان هيومن رايتس ووتش بنيويورك، ومهرجان دالاس السينمائي الدولي.وافتتح مهرجان الفيلم الفلسطيني بتورنتو، بالإضافة لمشاركته في أيام فلسطين السينمائية في قصر رام الله الثقافي. كما وحصل الفيلم على منحة الربيع من مؤسسة الدوحة للأفلام (2016)

## طاقم العمل
بسام جرباوي (إخراج)
يقوم بدور زياد الممثل زياد بكري. 
عرين عمري (أم زياد) 
ياسمين قدومي (إنتاج، وتمثل دور الشابة مينا) 
جميل خوري (ممثل) 
أمير خوري (ممثل) 
مريم باشا (ممثلة) 

## الجوائز
جائزة مركز السينما العربية 
أفضل سيناريو في مهرجان مالمو السويدي للسينما العربية. 
جائزة أفضل فيلم في مهرجان البوسفور السينمائي الدولي.
جائزة أفضل فيلم في مهرجان مونبيلييه الدولي لسينما البحر المتوسط